# Светла Иванова
Светла Иванова е българска поп певица и писателка. Става много известна, когато записва песента на ФСБ „Обичам те дотук“ – най-пусканата песен по радиостанциите в България през лятото на 2004 г. През периода 2004/2005 г. е сред най-излъчваните български изпълнители в националния радиоефир, задържайки се чрез три различни песни в топ 10 за 52 седмици.

## Биография

### Образование
Светла Иванова е родена на 23 октомври 1977 г. в Казанлък. През 2001 г. получава диплома за „висше педагогическо образование“ в Софийския университет „Св. Климент Охридски“, а през 2003 г. се захваща с „Поп и джаз пеене“. Бакалавърската степен от СУ обаче не я задоволява и продължава образованието си. Става магистър в същата специалност на Нов български университет.

### Музикална кариера
Светла Иванова е едно от популярните имена в съвременната българска поп и хаус музика, доказвала се и на международната сцена посредством телевизионните канали MTV и VIVA. Може да се каже, че певицата е едно от откритията на Deep Zone Project. Съвместно с музикантите от групата е дебютната ѝ песен „Всичко е любов“, който се появява през 2002 г. и се задържа дълго на призови места в класациите. Този първи денс-хаус експеримент се оказва сравнително успешен, влизайки в челната десетка на българските музикални медии, включително и второ място в седмичната класация на телевизия ММ през април 2003 г. Няколко месеца по-късно се появява и следващият ѝ проект, комбинация от денс и хаус с латино елементи. Смята се, че точно тази песен проправя път на Светла за бъдещата ѝ музикална кариера – сингълът се радва на голяма популярност, достигайки трета позиция в „Българският топ 100“, а в края на годината телевизионното предаване „МелоТВмания“ я номинира за „най-успешен дебютант“. През есента на 2003 г. е заснет следващият видеоклип на певицата, който се нарича „Нас двамата“. Сред бляскавата обстановка на скъпи коктейли и димящи пури младата певица припява съвместно с най-популярните певци на хип-хоп Румънеца и Енчев.
Следващата 2004 г. се оказва една от най-успешните в кариерата на певицата. „Обичам те дотук“, добре познатата от близкото минало песен на ФСБ, с новия аранжимент на Hypnotic Rage достига върховете на класациите. Няколко месеца по-късно малко не достига на следващата песен „Mr DJ“ да затвърди името на Светла Иванова като откритието на българската музика с второ поредно пласиране на върха на „Българският топ 100“. Въпреки това песента пробива същинския път на певицата към българската хаус-сцена, а дори и на международно ниво – с излъчванията на ремикса на сръбските диджеи „Fullbite Session“ по MTV и VIVA. Общо четири от песните ѝ са намерили място в международната програма на MTV.
Следва не чак толкова успешна година – 2005. Въпреки сравнително слабите резултати на четири последователни парчета, „C'est La Vie“ се оказва един от най-големите хитове на 2006 г., номиниран многократно за наградите на БГ Радио и ТВ Планета. Песента държи личния рекорд на Светла за най-много седмици на върха на „Нашите 20“, класацията за най-излъчвани песни по БГ радио – 5, а френският ѝ вариант попада в Световната музикална класация на MTV и VIVA PLUS. Видеоклипът с режисьор Васил Стефанов печели две награди за най-добър клип (БГ Радио и ТВ Планета).
През януари излиза и дебютният ѝ албум „C'est la Vie“, който  остава ненаграден сред наградените за българска музика музика албуми на БГ Радио, макар да е център на внимание сред медиите и албумът с най-много видео-сингли. През есента излиза поредният хит на певицата – „Някъде там“, първият от предстоящия ѝ албум. Това е и най-големият проект в кариерата ѝ, останал емблематичен заради появата на специално плюшено мече, подарък за певицата от български екип, работещ на лондонското летище. Песента бързо става номер едно и се превръща в любима на слушателите на БГ радио. Не по-малко любим е и следващият проект – „Сладка отрова“ – испаноезичнен коктейл от поп и латино. Поредният дует на певицата, този път с Орлин Павлов, лесно се превръща в един от най-големите хитове, не само на лятото, но и на цялата 2008 година.

### Филмови изяви
Светла Иванова би могла да се нарече „едно от младите лица на българското кино“ след изявите си в продуцирания от БНТ сериал „Приключенията на един Арлекин“. По покана на режисьора Иван Ничев тя влиза в ролята на фолк-певицата Евелина, изявяваща се на сцената на клуб „Венера“. За ръката ѝ се борят купища мъжки погледи, които всяка вечер пристигат за да я видят, а в същото време представящият се за неин чичо (в ролята – Тодор Колев) прави всичко възможно за да я изтъргува за възможно най-угодна цена. Тук е и мястото за дует между двамата – Тодор Колев и Светла Иванова – с песента „Je T'aime“. „От една страна ми беше лесно, защото все пак играех певица, от друга – трудно, защото трябваше да бъда жестока и безкомпромисна в поведението си, което не е моя присъща черта“, казва тя за усещането на снимачната площадка.

### Йога
Светла Иванова се смята за една от големите любителки на йогата и екстремните спортове в българския шоубизнес.. През 2008 г. е поканена да председателства журито на Първия национален турнир по йога „За купата на Веселин Лучански“ от световния шампион по йога от първенството в Уругвай през 1999 г. Даниел Петров. А през 2009 г. заради приноса ѝ в популяризирането на йога и личните ѝ постижения е избрана за почетен патрон на същия турнир. Запитана за общото между йогата и музиката, тя обяснява, че „общото между музиката и йогата според мен е усещането за душевен комфорт. То е реално и всеки може да го почувства, защото резултата е положителен. Човек се чувства добре и е по-добър.“ Като допълнение добавя, че упражненията за правилно дишане са важни за гласа на всяка една певица, поради което я и практикува често.

## Обществени инициативи
От началото на кариерата си Светла Иванова се включва в различни инициативи, сред които и кампанията на AVON срещу рака на гърдата – тя е сред изпълнителите на концерта в София. През февруари 2008 г. е част от друга инициатива – благотворителният търг на списание „Нощен свят“. Самата Светла се включва в търга като ценителка на картини, изложила публично за първи път и свое платно.

## Конфликти
Поддържайки имиджа на неконфликтна част от българския шоуелит, Светла Иванова рядко би могла да се намеси в шумни скандали. С началото на кариерата ѝ тя все по-често става жертва на „жълтата преса“. За най-сериозен се смята конфликтът ѝ с Йорданка Христова, малко след полуфиналите на Евровизия 2007, където песента „No!No!No!“ не попада сред избраните 12, които продължават напред. Тогава в интервю за в. „24 часа“ Христова заявява, че „Някои като Светла Иванова например не могат да пеят и го казвам без свян. Няма значение, че е направила няколко скъпоплатени клипа. И не е само тя...“ по повод „певческата немощ на изпълнителите в нощта на концерта“. По-късно, в задочен отговор пред в. „Телеграф“, Светла Иванова коментира нападката с думите: „Аз съм напълно наясно със себе си и знам, че правя хубава музика, която, когато има подходящ случай, изпълнявам на живо и обирам овациите на публиката. За съжаление обаче някои хора, независимо от големия си опит, все още не са наясно дали са певици или музикални критици.“
Около месец по-късно, във връзка с развихрилите се скандали относно авторските права на композиторите и текстописците, в интервю за Експрес.БГ Митко Щерев открито обяснява, че „в момента у нас е пълно с такива звезди без покритие.“ След „ярките“ за него примери Руши Видинлиев и Вики от група „Мастило“, той допълва и че „Ами Светла Иванова – най-канената по телевизията и най-снимана личност в списанията? Тя е трагична певица! Аз ви гарантирам, че след две-три години тя няма вече да пее.“
Лили Иванова обаче подава ръка на певицата, като лично присъства на представянето на албума ѝ „C'est la vie“ в известния столичен клуб „PR“ за 2007 г.(вече несъществуващ) и ѝ поднася цветя.

## Личен живот
На 11 ноември 2008 г. в София се ражда първият син на певицата – Виктор. На 29 януари 2012 г. ражда второто си дете – Стела..

## Дискография
- C'est La Vie (2006)
- Любов и кафе (2013)
- Вълшебни песнички (2017)
- Вълшебни песнички II (2018)
- По пътя (2019)
- Вълшебни песнички III (2020)

## Награди
| Година | Категория                       | От         | За             | Спечелена награда/номинация |
| ------ | ------------------------------- | ---------- | -------------- | --------------------------- |
| 2006   | Видеоклип на годината           | ТВ Планета | „C'est La Vie“ | награда                     |
| 2007   | Най-добър видеоклип на годината | БГ Радио   | „C'est La Vie“ | награда                     |